# GramadoZoo
O GramadoZoo é um parque zoológico particular da cidade de Gramado, no estado do Rio Grande do Sul. Inaugurado em setembro de 2008, possui uma área de 200 mil metros quadrados e conta com cerca de 1500 animais.

## Características
O GramadoZoo traz um novo conceito de zoológico, onde o bem-estar animal, a pesquisa, a educação e a conservação ambiental são os pilares que norteiam as atividades do empreendimento e, no lugar das grades e jaulas, vidros blindados e enormes viveiros de imersão reproduzem com fidelidade o habitat das espécies.
O GramadoZoo está enquadrado na categoria A do Instituto Brasileiro de Meio Ambiente (IBAMA), e inova também ao apresentar animais exclusivamente da fauna brasileira.
No zoo gramadense, espécies em extinção recebem cuidados especiais para reprodução e pesquisa. Conta com hospital veterinário, berçário e ambientes especiais para os animais de clima quente, e possui uma equipe especializada de biólogos, veterinários e educadores ambientais.

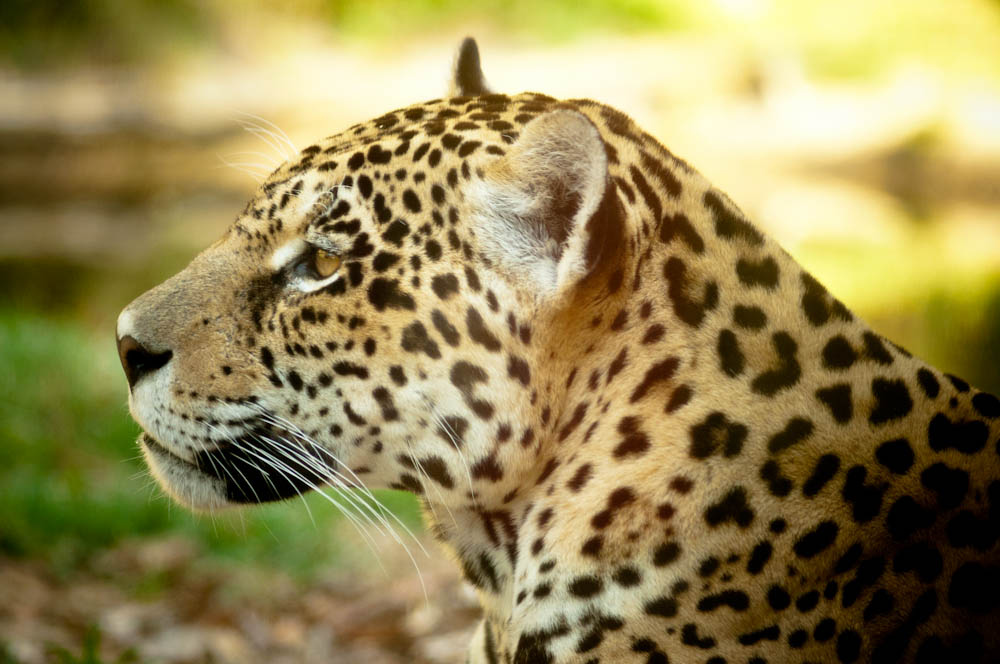
Onça pintada do Gramado Zoo

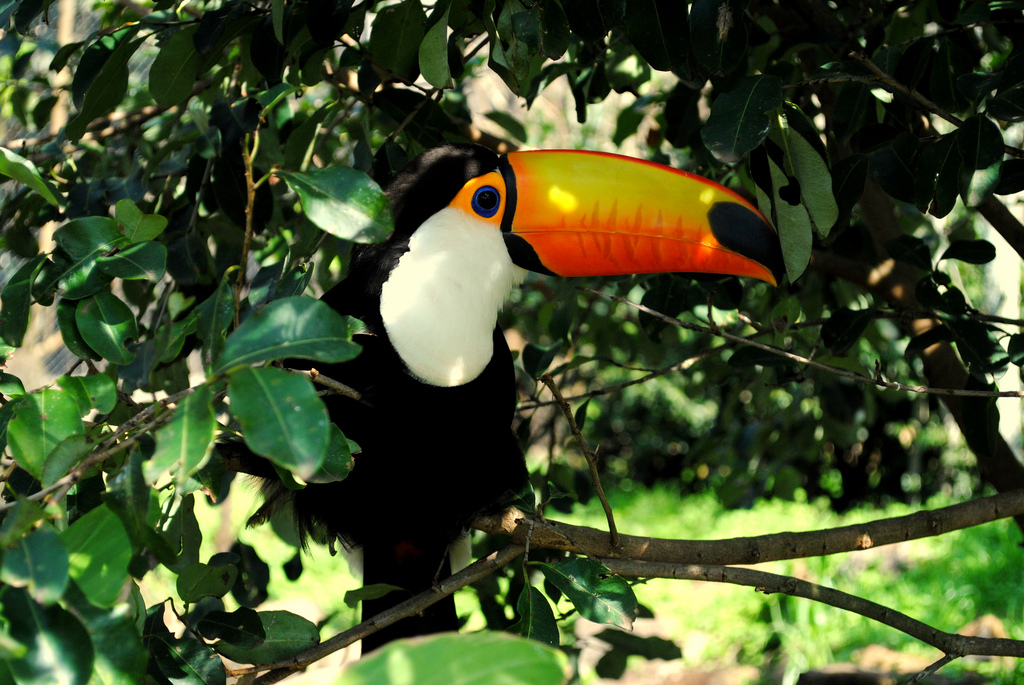
Tucano no zoo de Gramado

Durante o percurso de 1.800 metros do zoo, o visitante recebe informações através dos educadores ambientais e de das placas ilustrativas com fácil leitura. Tem como diferencial a opção de visitação monitorada no período da noite, o que permite a observação de espécies com hábitos noturnos.

## Animais
Alguns dos principais animais encontrados no zoológico são: onça-pintada, ema, puma, jacaré-de-papo-amarelo , capivara, bugio-preto, macaco-aranha, cateto, anta, veado-catingueiro, irara, jaguatirica e lobo-guará. Dentre as aves destacam-se papagaio-verdadeiro, arara vermelha, ararajuba, gavião-carrapateiro, tucano-de-bico-verde, papagaio-charão e papagaio-de-peito-roxo.